# Frederick William Vanderbilt
Frederick William Vanderbilt (2 février 1856 - 29 juin 1938) est un membre de la famille américaine Vanderbilt. Il est administrateur du New York Central Railroad pendant 61 ans, et également administrateur du Pittsburgh and Lake Erie Railroad et du Chicago and North Western Railroad.

## Jeunesse
Vanderbilt est né le 2 février 1856 à New Dorp, Staten Island. Il est le troisième fils de huit enfants nés de William Henry Vanderbilt (1821-1885) et de Maria Louisa Kissam (1821-1896) . Ses frères et sœurs sont Cornelius Vanderbilt II, qui épouse Alice Claypoole Vanderbilt ; Margaret Louisa Vanderbilt Shepard, qui épouse Elliott Fitch Shepard (en) ; William Kissam Vanderbilt, qui épouse Alva Erskine Smith et Anne Harriman Sands Rutherfurd ; Emily Thorn Vanderbilt, qui épouse William Douglas Sloane (en) et Henry White ; Florence Adele Vanderbilt Twombly (en), qui épouse Hamilton McKown Twombly (en) ; Eliza Osgood Vanderbilt Webb (en), qui épouse William Seward Webb (en) ; et George Washington Vanderbilt II, qui épouse Edith Stuyvesant Dresser (en).
Il est le petit-fils du commodore Cornelius Vanderbilt, qui fonde la richesse familiale des Vanderbilt. À la mort de son grand-père en 1877, 95 % des 100 millions $ de biens sont laissés à son père et à ses trois frères (5 millions à Cornelius, et 2 millions chacun à William, Frederick et George Washington Vanderbilt II).
En 1876, Vanderbilt est diplômé de la Sheffield Scientific School de l'université Yale, à laquelle il fait don de 500 000 $ (équivalent à 1 414 955 769 $ aujourd'hui) en 1902.

## Carrière
Après avoir obtenu son diplôme de Yale, il rejoint son père au New York Central Railroad, comme ses frères, travaillant dans un département après l'autre pour acquérir une compréhension du secteur ferroviaire. Après avoir travaillé de nombreuses années au chemin de fer, il se consacre aux voyages et à la plaisance.
Vanderbilt est administrateur de 22 chemins de fer, dont le New York Central Railroad, le Pittsburgh and Lake Erie Railroad et le Chicago and North Western Railroad.
Vanderbilt a des résidences à New York (il vit pendant un certain temps au 450 Fifth Avenue), Newport (« Rough Point »), Bar Harbor (« Sonogee »), Upper St. Regis Lake dans les Adirondacks (« Pine Tree Point »), et un palais de campagne à Hyde Park, New York (« Hyde Park ») maintenant préservé par le National Park Service sous le nom de Vanderbilt Mansion National Historic Site. Il construit le Howard Mansion et Carriage House à proximité pour son neveu Thomas H. Howard en 1896.
Il est le propriétaire du 10 East 40th Street à Manhattan, un exemple éminent d'architecture art déco, jusqu'à sa mort ; il possède également les yachts à vapeur Vedette, Conqueror, et Warrior. Il commande un certain nombre de bâtiments de campus à l'université Yale par l'architecte Charles C. Haight qui subsistent à ce jour, des dortoirs de campus comprenant le Collège Silliman actuel, à Vanderbilt Hall, Phelps Hall, le Laboratoires Mason, Sloane et Osborn et sa société secrète, St. Anthony Hall.

## Vie privée
En 1878, Frederick épouse Louise Holmes Torrance (née Anthony) (en) (1854-1926), la fille de Charles Lee Anthony et de Catherine Holmes. Le père de Louise est un marchand de mercerie prospère à New York. Louise a déjà été mariée, en 1868, au cousin de Frederick, Alfred Torrance, avant leur divorce en 1877.
Frederick Vanderbilt meurt à Hyde Park (New York), le 29 juin 1938,. Il est enterré au cimetière morave de New Dorp. Sa succession est évaluée à 7 984 578 $ (équivalent à 11 404 882 992 $ aujourd'hui) à son décès. Il laisse 5 200 000 $ à la Sheffield Scientific School 3 900 000 $ à l'université Vanderbilt, 1 300 000 $ à l'Armée du salut et 650 000 $ à l'Association de New York pour l'amélioration de la condition des pauvres. Après ses dons de charité, sa nièce, Margaret Louise Van Alen (1876-1969) est l'héritière principale de sa succession, recevant sa maison de la 5e avenue, la maison de Hyde Park et 25 % du reste de la succession.